# Red rdečega orla
Red rdečega orla (nemško Roter Adlerorden) je bil drugi najvišji viteški red (za redom črnega orla) Kraljevine Prusije, ki ga je 12. junija 1792 ustanovil kralj Frederik Viljem III. Pruski.